# 中国民航科学技术研究院
中国民航科学技术研究院，简称航科院，与中国民用航空局航空安全技术中心实行一套机构两块牌子，中国民用航空局直属事业单位，是中华人民共和国科学技术部批准的综合性科研机构，2011年1月10日在北京成立，其前身为1986年10月成立的北京航空科学技术研究所。主要从事民航安全和发展的科学技术研究，为民航局的决策和监督管理工作提供技术支持，向民航企事业单位和航空产品制造厂商提供科技服务。

## 历史
2011年1月10日，中国民航科学技术研究院成立大会在北京人民大会堂举行。
位于顺义李桥镇的航科院航空安全实验基地于2017年11月30日开工建设，2021年9月13日通过竣工验收，同年10月18日正式投入试运行。